# Gornji Bušević (Republika Serbska)
Gornji Bušević (cyr. Горњи Бушевић) – wieś w Bośni i Hercegowinie, w Republice Serbskiej, w gminie Krupa na Uni. W 2013 roku liczyła 204 mieszkańców.